# Новая Лунга
Но́вая Лунга́ (рум. и молд. Lunga Nouă) — село в Дубоссарском районе непризнанной Приднестровской Молдавской Республики.
Население на 2011 год — 117 чел.

## География
Вместе с сёлами Красный Виноградарь, Афанасьевка, Калиновка и Новая Александровка входит в состав Красновиноградарского сельсовета ПМР, в подчинении городского совета г.Дубоссары.
Село Новая Лунга находится в 14 км от г. Дубоссары (или 8 км от окраины г. Дубоссары). Расположено в живописной долине Марии на речушке Тамашлык на берегах искусственного озера.

## История
Возле села на берегах речушки Тамашлык обнаружена палеолитическая стоянка типа кратковременных охотничьих лагерей, относящаяся к рубежам раннего палеолита и среднего палеолита.
В долине Марии возле села исследован скифский курган с захоронением предводителя одного из скифских племён IV в. до н. э. с золотой гривной-обручем и множеством древнегреческой домашней утвари, найдено в другом кургане богатое убранство коней и т. д.; далее вниз по долине Марии исследованы женские захоронения с телами рабынь, небрежно брошенным к ногам хозяйки, а так же другие скифские курганы и захоронения.
В 1667 г. на карте Польши (выпущена в Лондоне), обозначено село Татар-Кубан на месте современной Новой Лунги. На карте 1770 г. оно уже называется Кубан. В 1925—1932 г. называлось Хатман, далее было заселено выходцами из села Лунга (ныне это микрорайон Лунга г.Дубоссары).
Храмовый праздник в селе Новая Лунга — 27 октября, в тот же день когда и храмовый праздник в центральной части г.Дубоссары.
Долина Марии названа в честь Марии Кулькиной — героя Советского Союза, юной лётчицы-штурмовика, разбившейся в 1944 г. у с. Новая Лунга. Погибла 20 мая 1944 года в ходе воздушных боёв над шерпенским плацдармом; самолёт упал на территории врага и был обнаружен в долине Тамашлык (ныне долина Марии) и поднят с глубины в 20 метров лишь много лет спустя, в 1972 году. Нашли «Як» Марии «красные следопыты» Дубоссарского района поисковой группы под руководством полковника Е. И. Красовского. Прах Марии Ивановны Кулькиной захоронен в 1973 году ниже долины Марии на Кургане Славы в г.Дубоссары (между пригородными сёлами Дзержинское и Дороцкое), на том самом бывшем скифском кургане, откуда 20 мая 1944 года генерал-полковник Чуйков руководил боем.
До 1987 г. село Новая Лунга входило в состав сельсовета с. Лунга, но с вхождением с. Лунга в состав г.Дубоссары село Новая Лунга было переподченено Красновиноградорскому сельсовету.

## Население
Количество жителей в селе на 1 января 2011 года — 117 человек.